# Ковтуненко, Иван Порфирьевич
Ива́н Порфи́рьевич Ковтуне́нко (1891—1984) — советский селекционер, автор многих плодовых, декоративных, цветочных и вечнозеленых растений. Особую славу принесла ему селекция североамериканской голубой ели..

## Биография
Родился 7 (19 января) 1891 года в селе Александровка (ныне Днепропетровская область, Украина). Вскоре вся семья переезжает в Полтаву. Обучался в Полтавской мужской гимназии (основанной в 1808 году, где получили первоначальное образование известный писатель Николай Васильевич Гоголь и знаменитый математик Михаил Васильевич Остроградский. Первым директором гимназии, по выбору дворянства, был статский советник Василий Васильевич Капнист.
После окончания гимназии продолжил образование в известной на то время достижениями в области садоводства Корочанской школе садоводства Курской губернии, ныне Белгородская область.
С 1910 года он работал в Киеве и Ростове-на-Дону в частных садоводческих хозяйствах помощником садовода, где хорошо усвоил практику садоводства.
В 1914 году его пригласили заведовать в Ростове-на-Дону плодово-декоративным питомником.
В 1916 году был призван на военную службу и направлен на железную дорогу в Прохладный, Кабардино-Балкарии, который тогда ещё имел статус поселка. Узнав о его специальности, руководство решило использовать его знания на благо железной дороги. В 1918 году был назначен назначают заведующим плодово-декоративного питомника при железнодорожной станции Нальчик.
Здесь проявил большую активность по комплектованию питомника разнообразным ассортиментом плодовых культур, различных сортов роз и других растений.
В 1930—1932 годах работал в Кабардино-Балкарском курортном управлении.
С 1933 года и до конца дней работал в оранжерейно-цветочном хозяйстве Кабардино-Балкарского областного комитета КПСС, переданном в 1950 году в ведение треста «Госзеленхоз» Министерства коммунального хозяйства РСФСР (ныне Муниципальное унитарное опытно-показательное сельскохозяйственное предприятие «Декоративные культуры» Нальчика)
Выращенные Ковтуненко голубые ели, розы, плодовые и ягодные культуры украшали не только сады и парки Кабардино-Балкарии, но и направлялись в Москву, Ростов-на-Дону, Куйбышев, Пятигорск и другие города страны.
Сегодня голубые ели из Нальчика — у Кремлёвской стены на Красной площади в городе Москве, на Мамаевом кургане, у стен Брестской крепости.
Умер Ковтуненко в 1984 году.

## Научная деятельность
Особенно известен селекцией американской голубой ели.
Ковтуненко вывел новые сорта пернецианской розы «Кабардинка», сирени «Бирюзовая красавица» и «Горный закат», морозостойкий сорт шиповника.
Роза «Кабардинка» (Пернецианские розы — Rosa pernettiana horticultural). Розы выведены в результате скрещивания ремонтантной розы Антуан Дюше с крупными блестящерозовыми цветками с жёлтой капуциновой розой Першен Иеллоу и повторного скрещивания полученного гибрида Солейль д’Ор с чайно-гибридными розами. Розы этой группы имеют цветки желтых, оранжевых, золотистых, шоколадных, шарлаховых тонов.
За выращивание особо ценных культур плодовых, декоративных, цветочных и вечнозеленых растений руководимое им хозяйство было участником ВСХВ в Москве и неоднократно награждалось дипломами, грамотами и медалями.

## Награды и премии
- Сталинская премия третьей степени (1952) — за выведение новых сортов декоративных растений и повышение их морозостойкости и засухоустойчивости
- орден Ленина
- орден Трудового Красного Знамени
- орден «Знак Почёта»
- медали
- заслуженный деятель науки КБАССР (1961)